# 홍남표 (1889년)
홍남표(洪南杓, 1889년 4월 17일~1950년 6월 30일)은 독립운동가 출신 조선민주주의인민공화국의 정치인이다. 광복 이후 최고인민회의 대의원을 역임했다.

## 참고 자료
- Pak Yong Sun (1970). 〈'There is nothing impossible once we determine to do'〉. 《Reminiscences of the Anti-japanese Guerillas》. Pyongyang: Foreign Languages Publishing House. OCLC 3207399.}}